# 737 Arequipa
737 Arequipa este un asteroid din centura principală, descoperit pe 7 decembrie 1912, de Joel Metcalf.